# Talkas
Le lac Talkas (en russe : Талка́с ; en bachkir : Талҡаҫ), surnommé « la Perle de l'Oural », est un lac des pentes occidentales du massif d'Irendyk, qui lui-même appartient à la partie orientale de l'Oural méridional. Il se trouve en Bachkirie dans le raïon de Baïmak. Il donne naissance à la rivière Chougour (affluent du Tanalyk). Il s'étend du nord ou sud sur presque 4 kilomètres de longueur. Il a été inscrit à la liste des monuments naturels de Bachkirie en 1978.
Sa berge méridionale est bordée par le village d'Issianovo (170 habitants en 2010).

## Faune
Le lac abrite plusieurs espèces comme les écrevisse, carpes, carassins, grands brochets, brèmes communes, brèmes bordelières, perches ou gardons. La macreuse brune niche sur ses berges, ainsi que le plongeon arctique. On trouve du sapropèle à 8-10 mètres de profondeur que l'on utilise pour les soins.

## Tourisme
Ce lieu est réputé à cause de la pureté de son eau et la beauté de son paysage. Une petite base touristique a été construite en 1931 à 300 mètres du bord.

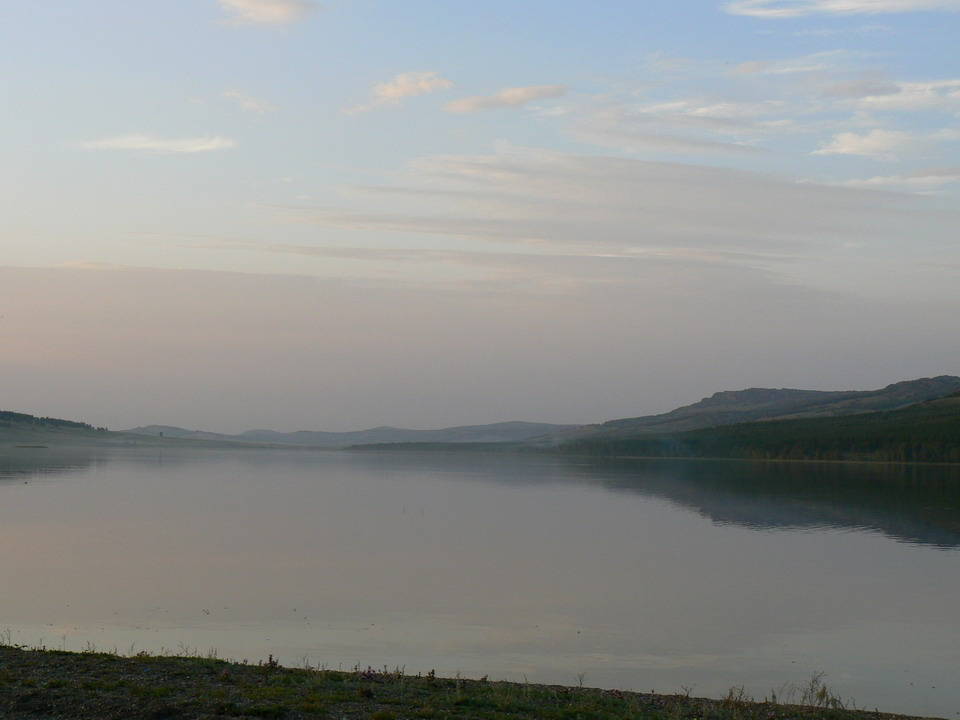
Vue du lac en 2006.

## Source
- (ru) Cet article est partiellement ou en totalité issu de l’article de Wikipédia en russe intitulé « Талкас » (voir la liste des auteurs).